# Kreis Argeș

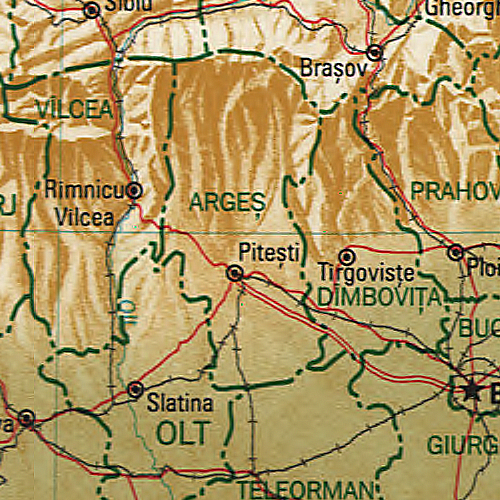
Karte des Kreises Argeș

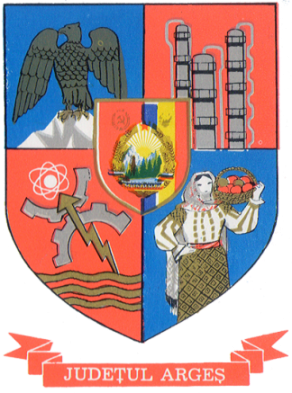
Wappen des Kreises Argeș, zur Zeit des Realsozialismus

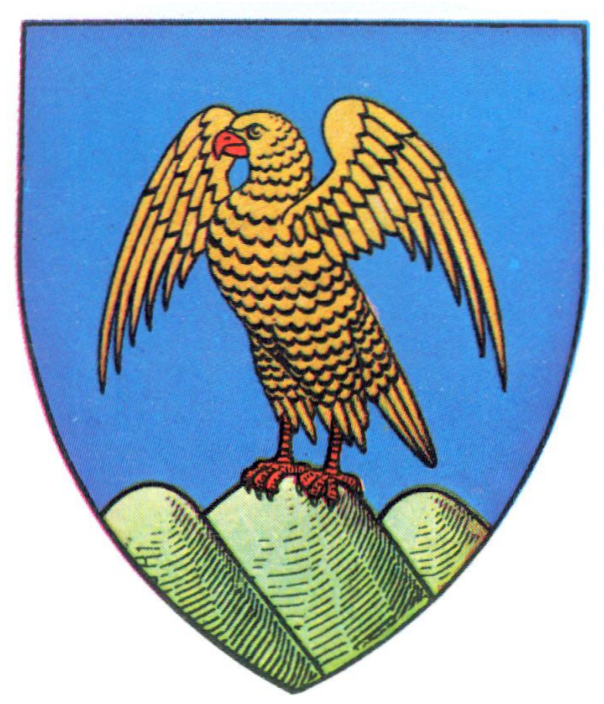
Wappen des Kreises Argeș, in der Zwischenkriegszeit

Argeș [ˈardʒeʃ] (Ausspracheⓘ) ist ein rumänischer Kreis (Județ) in der Region Walachei mit der Kreishauptstadt Pitești. Seine gängige Abkürzung und das Kfz-Kennzeichen sind AG.
Der Kreis Argeș grenzt im Norden an die Kreise Brașov und Sibiu, im Osten an den Kreis Dâmbovița, im Süden an den Kreis Teleorman, im Westen an die Kreise Olt und Vâlcea.

## Demographie
Bei der Volkszählung im Jahr 2002 hatte der Kreis 652.625 Einwohner und eine Bevölkerungsdichte von 95 Einwohnern pro km². Davon waren 642.256 Rumänen, 9.227 Roma, 322 Ungarn, 118 Deutsche, 87 Griechen, 71 Türken.
2011 hatte der Kreis Argeș 591.353 Einwohner, somit eine Bevölkerungsdichte von 89 Einwohnern pro km².

## Geographie
Der Kreis hat eine Gesamtfläche von 6862 km², dies entspricht 2,88 % der Fläche Rumäniens.

## Städte und Gemeinden

### Status der Ortschaften
Der Kreis Argeș besteht aus offiziell 586 Ortschaften, davon haben sieben den Status einer Stadt, 95 den einer Gemeinde und die übrigen sind administrativ den Städten und Gemeinden zugeordnet.

### Größte Orte
| Stadt/Gemeinde                | Einwohner |
| ----------------------------- | --------- |
| Pitești                       | 141.275   |
| Mioveni                       | 029.317   |
| Câmpulung (dt. Langenau)      | 027.574   |
| Curtea de Argeș (dt. Argisch) | 025.977   |
| Ștefănești                    | 015.931   |
| Bascov                        | 011.151   |
| Călinești                     | 010.813   |
| Bradu                         | 010.032   |
| Costești                      | 009.460   |
| Topoloveni                    | 009.373   |
| (Stand: 1. Dezember 2021)     |           |